# Senant
Senant (oficialmente y en catalán Senan) es un municipio español situado en la comarca catalana de la Cuenca de Barberá (provincia de Tarragona). Su población según datos de 2009 era de 59 habitantes. Aunque geográficamente pertenece a la comarca de Las Garrigas, con la división comarcal de 1936 quedó integrada en la de la Cuenca de Barberá.

## Historia
Según documentos del año 1139, la población pertenecía al señor Guerau de Grañena quien lo cedió en 1167 al monasterio de Montserrat. Los monjes construyeron ahí una iglesia y se encargaron de repoblar la zona a finales del siglo XII. Sin embargo, Senant quedaba muy lejos del monasterio benedictino lo que complicaba su administración. 
Por ello, el 12 de noviembre de 1264, el abad Bertran vendió el terreno a Arnau de Preixens, abad del monasterio de Poblet. El dominio de Poblet sobre el pueblo finalizó en 1811 tras un decreto emitido por las Cortes de Cádiz.

## Geografía humana

### Demografía
Cuenta con una población de 46 habitantes (INE 2024).
| Gráfica de evolución demográfica de Senan entre 1842 y 2021 |
| |
| Población de derecho según los censos de población del INE Población de hecho según los censos de población del INEEn este censo se denominaba Senamp: 1842 En estos censos se denominaba Senant: 1857, 1860, 1877, 1887, 1897, 1900, 1910, 1920, 1930, 1940, 1950, 1960, 1970 y 1981 |

### Economía
La principal actividad económica es la agricultura de secano. Destacan el cultivo de cebada, olivos y almendros.

## Cultura
La iglesia parroquial de Santa María es de estilo románico. Fue construida en los siglos XII-XIII gracias a la influencia de Montserrat. La portalada está formada por vueltas en degradación. El edificio ha sufrido diversas restauraciones a lo largo de los siglos.
La fiesta mayor de Senant se celebra los días 15 y 16 de agosto.